# 外神田
外神田（日语：／ Soto-kanda */?）是東京都千代田區的地名。郵遞區號101-0021。

## 地理
東京都千代田區內神田川北側，相當於一般所稱的秋葉原地區。千代田區神田地域（舊神田區）最北端，鄰文京區（湯島）台東區（秋葉原、上野）。

## 歷史
1878年11月2日實施《郡區町村編制法》以來，本區屬神田區。1947年3月15日神田區與麴町區合併成為千代田區，劃屬千代田區。1964年12月1日實施住居表示，是千代田區內最早實施的地區。

### 地名的由來
本地在江戶府內神田川（外堀）外側而命名為「外神田」（內側為「內神田」）。1964年實施住居表示時，決議以「外神田」為新町名。

### 明治的町地重劃
明治2年（1869年），町人地開始進行町地重劃。
- 神田旅籠町一丁目
- 神田旅籠町二丁目－本鄉五丁目代地、本鄉六丁目代地、湯島學問所御掃除屋敷、湯島三丁目代地、神田明神門前町代地、湯島一丁目代地編入
- 神田旅籠町三丁目－講武所（日语：講武所）付町屋敷改稱
- 神田金澤町
- 神田花房町－神田通船屋敷編入
- 神田佐久間町一丁目－神田柳屋敷編入
- 神田平河町－－麴町平河町一丁目代地
- 神田竹町－牛込肴町代地、牛込袋町代地合併，以通稱命名
- 神田花田町－神田花房町代地、神田須田町二丁目代地南側、神田仲町一丁目北側、神田仲町三丁目北側合併
- 神田仲町一、二丁目－重劃邊界
- 神田龜住町－神田六軒町、柳原大門町、神田八軒町、上野町代地合併
- 神田田代町－神田須田町二丁目代地北側、神田小柳町三丁目代地、神田九軒町代地、神田松下町一丁目代地、神田花房町代地、柳原岩井町代地、神田山本町代地西側合併
- 神田山本町－神田山本町代地東側、神田御弓師屋敷合併
- 神田松富町－神田松下町二丁目北側代地、神田松下町三丁目北側代地、永富町三丁目代地合併
- 神田末廣町－神田平永町代地、柳原岩井町代地、麴町平河町一丁目代地切地、神田山本町代地飛地、柳原岩井町代地受領屋敷合併
- 神田台所町－神田明神下御台所町、神田明神下御賄手代屋敷合併
- 神田同朋町－神田明神下同朋町改稱
- 神田宮本町－神田明神門前町、神田明神表門前、神田明神裏門前、神田明神西町合併

同年12月12日，神田相生町發生火災。因此，神田龜住町全部、神田竹町全部、神田佐久間町一丁目部分地區（含舊神田柳屋敷）、神田平河町西側、神田松永町大通、中通、神田相生町飛地設為防火地，豐前小倉藩小笠原家中屋敷作為代地成立以下三町。
- 神田榮町－屋敷地南部
- 神田元佐久間町－屋敷地中央部
- 神田龜住町－屋敷地北部

明治5年（1872年），武家地進行町名設定，編入鄰接各町。
- 神田金澤町－大岡家（日语：大岡氏）等旗本5軒武家地編入
- 神田山本町－東隣武家地（通稱新屋敷）編入
- 神田松富町－街道旁5軒武家地編入
- 神田末廣町－越後村松藩堀家（日语：堀氏）上屋敷、其他武家地編入
- 神田五軒町－信濃上田藩藤井家下屋敷、安房勝山藩（日语：安房勝山藩）酒井家上屋敷、播磨林田藩建部家（日语：建部氏）上屋敷、下野黑羽藩大關家上屋敷、上總久留里藩黑田家上屋敷合併
- 神田台所町－西隣武家地編入
- 神田同朋町－信濃岩村田藩（日语：岩村田藩）內藤家（日语：内藤氏）上屋敷、旗本黑田家屋敷編入
- 神田松住町－湯島橫町改稱
- 神田宮本町－神田明神社地，書籍館（舊昌平坂學問所）編入

明治7年（1874年）火除地成立神田花岡町，重劃結束。

### 明治～昭和期的舊町名
外神田一丁目
- 神田旅籠町二丁目 / 神田旅籠町三丁目 / 神田仲町一丁目 / 神田仲町二丁目 / 神田花房町 / 神田花田町 / 神田相生町 / 神田花岡町 / 神田佐久間町一丁目（部分地區）

外神田二丁目
- 神田台所町 / 神田松住町 / 神田宮本町 / 神田同朋町（部分地區）

外神田三丁目
- 神田金澤町 / 神田末廣町 / 神田旅籠町一丁目

外神田四丁目
- 神田田代町 / 神田松富町 / 神田山本町 / 神田花田町 / 神田相生町 / 神田練塀町（部分地區）

外神田五丁目
- 神田榮町 / 神田龜住町 / 神田元佐久間町

外神田六丁目
- 神田五軒町 / 神田同朋町（部分地區）

## 交通
鐵路
- JR秋葉原站（■京濱東北線、■山手線、■總武線）
- 東京地下鐵末廣町站（○銀座線）

道路
- 中央通
- 東京都道403號大手町湯島線（日语：東京都道403号大手町湯島線）（昌平橋通）
- 東京都道405號外濠環狀線（日语：東京都道405号外濠環状線）
- 藏前橋通（日语：蔵前橋通り）

巴士
- 都營巴士S-1 万世橋
- 都營巴士茶51 外神田二丁目 / 萬世橋

## 設施
官公廳
- 神田消防署（日语：神田消防署）
- 萬世橋警察署（日语：万世橋警察署）

教育機關
- 千代田區立昌平小學校－昌平幼稚園位於此地。
- 千代田區立昌平幼稚園

企業
- 加賀電子（日语：加賀電子）
- 三鱗（日语：ミツウロコ）
- NTT都市開發
- CROSSFIELD Management（クロスフィールドマネジメント）
- Infinia（日语：インフィニア）

神社
- 神田明神

## 觀光
景點
- 秋葉原電氣街－地名「秋葉原」屬台東區，但同名電氣街（日语：電気街）大多位於本町。
  - 秋葉原Radio Center（日语：秋葉原ラジオセンター）
  - 秋葉原無線電會館
  - 各種家電量販店（日语：家電量販店）
  - 各種動畫商店（日语：アニメショップ）
- AKIBA Cultures ZONE（日语：AKIBAカルチャーズZONE）
- 秋葉原CROSSFIELD
  - 秋葉原UDX大樓
  - 東京動畫中心（東京アニメセンター）－秋葉原UDX內

古蹟
- 東京師範學校附屬小學校（現筑波大學附屬小學校（日语：筑波大学附属小学校））－設立時位於神田區宮本町。
- 千代田區立芳林小學校、幼稚園－前身為家塾「芳林堂」。現在的昌平小學校、幼稚園。
- 神田之家（日语：神田の家）－千代田區指定有形文化財

## 備註
1. ↑  千代田区ホームページ - 町丁別世帯数および人口（住民基本台帳）：平成25年8月1日現在 的存檔，存档日期2013-10-27.